# Ytterbium
Ytterbium is een scheikundig element met symbool Yb en atoomnummer 70. Het is een zilverwit lanthanoïde.

## Ontdekking
Ytterbium is door de ontdekker Jean Charles Galissard de Marignac in 1878 vernoemd naar het plaatsje Ytterby bij Stockholm in Zweden waar het erts vandaan kwam waarin een aantal van de lanthanoïden ontdekt is. In 1908 slaagde Georges Urbain erin om wat Marignac in 1878 als ytterbia had betiteld te scheiden in wat nu bekendstaat als lutetium en ytterbium. Von Welsbach werkte omstreeks dezelfde tijd aan het probleem en noemde de elementen aldebaranium en cassiopeium, maar later werden deze namen verworpen.
Hoewel ytterbium de eerste ontdekte lanthanoïde is, werd het pas in 1953 voor het eerst geïsoleerd.

## Toepassingen
Ytterbium wordt onder andere toegepast in optische elementen, bijvoorbeeld in glasvezelversterkers, fosforen en lasers. Het vindt ook toepassing in de katalyse en de metallurgie.

## Opmerkelijke eigenschappen
Het metaal is zacht en niet al te bestendig aan de lucht, het lost op in verdunde zuren en reageert langzaam met water. Het ondergaat een faseovergang bij 798 °C naar een lichaamsgecentreerde kubische structuur. Het is een metaal maar onder hoge druk gedraagt het zich als een halfgeleider.
Ytterbiumchemie wordt zoals de meeste lanthanoïdechemie beheerst door de neiging drie elektronen af te staan en een Yb3+-ion te vormen. Echter doordat de configuratie van dit ion 4f13 is, ontbreekt er maar één elektron aan de 4f-schil. De tweewaardige toestand Yb2+ met een volle 4f14-configuratie komt daardoor ook voor.

## Verschijning
Zoals alle andere lanthanoïden komt ytterbium alleen in gebonden toestand voor in sommige mineralen. De belangrijkste commerciële bron is monaziet, dat ongeveer 0,03% ytterbium bevat.

## Isotopen
| Stabielste isotopen | Stabielste isotopen | Stabielste isotopen       | Stabielste isotopen       | Stabielste isotopen       | Stabielste isotopen       |
| Iso                 | RA (%)              | Halveringstijd            | VV                        | VE (MeV)                  | VP                        |
| ------------------- | ------------------- | ------------------------- | ------------------------- | ------------------------- | ------------------------- |
| 168Yb               | 0,13                | stabiel met 98 neutronen  | stabiel met 98 neutronen  | stabiel met 98 neutronen  | stabiel met 98 neutronen  |
| 169Yb               | syn                 | 32,026 d                  | EV                        | 0,909                     | 169Tm                     |
| 170Yb               | 3,05                | stabiel met 100 neutronen | stabiel met 100 neutronen | stabiel met 100 neutronen | stabiel met 100 neutronen |
| 171Yb               | 14,3                | stabiel met 101 neutronen | stabiel met 101 neutronen | stabiel met 101 neutronen | stabiel met 101 neutronen |
| 172Yb               | 21,9                | stabiel met 102 neutronen | stabiel met 102 neutronen | stabiel met 102 neutronen | stabiel met 102 neutronen |
| 173Yb               | 16,1                | stabiel met 103 neutronen | stabiel met 103 neutronen | stabiel met 103 neutronen | stabiel met 103 neutronen |
| 174Yb               | 31,8                | stabiel met 104 neutronen | stabiel met 104 neutronen | stabiel met 104 neutronen | stabiel met 104 neutronen |
| 175Yb               | syn                 | 4,185 d                   | β−                        | 0,470                     | 175Lu                     |
| 176Yb               | 12,7                | stabiel met 106 neutronen | stabiel met 106 neutronen | stabiel met 106 neutronen | stabiel met 106 neutronen |

In de natuur komen zeven stabiele ytterbiumisotopen voor, waarvan 174Yb met een relatieve aanwezigheid van 31,8% het meest. Er zijn 22 radio-isotopen bekend. De stabielste daarvan is 169Yb met een halveringstijd van 32,026 dagen.

## Toxicologie en veiligheid
Er is vrij weinig bekend over de toxicologie van ytterbium. Hoewel de eerste studies daarnaar niet wijzen op ernstige schadelijkheid, dient het metaal zorgvuldig te worden behandeld. Van sommige ytterbiumverbindingen is bekend dat ze huid- en oogirritaties kunnen veroorzaken. Ytterbium in poedervorm is brandgevaarlijk en kan explosief zijn.